# Киров, Атанас
 Атанас Петров Киров (болг. Атанас Петров Киров; 24 сентября 1946, Бургас, Народная Республика Болгария — 27 января 2017, София, Болгария) — болгарский тяжелоатлет, трёхкратный чемпион мира (1973, 1974 и 1975). Заслуженный мастер спорта Болгарии.

## Биография
Начал тренироваться в 1962 г. в клубе «Черноморец» под руководством тренера Ильи Бабачева, затем выступал за спортивное общество «Нефтехимик» из Бургаса.
Трижды подряд становился чемпионом мира в легчайшем весе: в Гаване (1973), в Маниле (1974) и в Москве (1975), серебряный призер соревнований в Варшаве (1969). Четырежды побеждал на континентальном первенстве Европы: в Варшаве (1969), в Мадриде (1973), в Вероне (1974) и в Москве (1975).
Девятикратный чемпион НРБ (1967—1970, 1972, 1975—1977 и 1979), трехкратный серебряный призер (1966, 1971 и 1973), бронзовый призер (1965). Четырехкратный победитель Балканских игр по тяжелой атлетике: Ямбол (1968), Бухарест (1969), Афины (1973) и Бургас (1974).
Установил два официальных мировых рекорда по сумме двоеборья: 257,5 кг в сентябре 1973 г. в Гаване и 260,0 кг в феврале 1974 г. в его родном городе Бургас.
Дважды принимал участие в летних Олимпийских играх: в Мехико (1968) был седьмым, в Мюнхене (1972) — пятым. При этом установил национальный рекорд НРБ (362,5 кг).
Завершил карьеру выступлением на чемпионате мира в Штутгарте (1977), на котором занял девятое место.
Почетный гражданин Бургаса (1975).